# Museu Vilà
El Museu Vilà, ubicat a la Casa Franquesa de Llagostera, és un museu amb obres d'Emili Vilà i Gorgoll, Amedeo Modigliani, Henri de Toulouse-Lautrec, Degas, Francisco de Goya y Lucientes, Picasso, Corot i Henri Rousseau.

## Història del museu
Fou obert pel mateix artista a casa seva, la Casa Franquesa de Llagostera. En una entrevista a un mitjà local, mesos abans d'obrir el museu, explicà que tenia la intenció d'impulsar un Institut d'Investigacions Artístiques a les mateixes instal·lacions, que lideraria un seu nebot, l'antropòleg i fotògraf Emili Ribas. Tres mesos després d'obrir el museu Emili Vilà va morir i el seu llegat quedà en mans de Ribas, que s'encarregà del museu fins a la seva mort, el març de 1972.
Sense parents propers, Clara Bussot, que era la dona de fer feines, va heretar els més de mig miler d'obres entre cartells publicitaris i cinematogràfics pintats a París entre 1912 i 1933 i paisatges de la Costa Brava de principis de segle, a banda d'un arxiu fotogràfic i documentació personal com cartes, catàlegs, notes de treball, quartilles autobiogràfiques i fins i tot un esbós de memòries tardanes, en castellà i de títol bastant dissuasiu, Belleza, bondad, amor.
El museu va patir alguns robatoris de ressò internacional, com el de la col·lecció de dibuizos de Modigliani, Degas, Corot i Toulouse-Lautrec de 1976, que la Interpol va recuperar al cap de tres anys. Els Modigliani van tornar a desaparèixer el 1983 fruit de l'estafa d'uns holandesos. La salut de la propietària, que morí el febrer del 2011, va obligar a tancar el museu. El fill i els dos nets de Clara Bussot van heretar el museu, reobren l'espai a hores concertades.

## Casa Franquesa
El museu està situat en un edifici urbà del segle xix, de planta quadrangular i amb dues façanes principals, una obra inclosa en l'Inventari del Patrimoni Arquitectònic de Catalunya. Les diferents plantes es desenvolupen a l'entorn d'un nucli de comunicació, l'escala, que també dona accés al terrat que surt del conjunt en forma de torre. Les façanes són de composició clàssica. La planta baixa presenta una base que forma encoixinats que imiten la pedra. Al primer pis destaquem la composició estètica de les obertures amb baranes romàntiques i pilastres estriades amb capitells. L'edifici és rematat per una gran cornisa volada.